# Julius Plücker
Julius Plücker, född den 16 juni 1801 i Elberfeld, död den 22 maj 1868 i Bonn, var en tysk matematiker och fysiker.
Plücker blev ordinarie professor i matematik i Halle 1834 samt i matematik och fysik i Bonn 1836. Som matematiker bidrog han väsentligt till den moderna geometrins utveckling. Genom införande av ett förkortat beteckningssätt för linjers och ytors ekvationer lyckades han frigöra rumsstorheternas analytiska uttryck från beroendet av koordinataxlarnas läge och därigenom skapa en metod, som förenade det analytiska och det geometriska betraktelsesättets fördelar. Bland de många övriga föremålen för hans undersökningar kan nämnas läran om dualiteten mellan rumsstorheter, teorin för singulära punkter, för vilkas bestämmande han angav vissa efter honom uppkallade fundamentala formler, samt klassifikationen av kurvor av tredje och fjärde ordningen. 
Missnöjd genom den ringa anslutning, som hans geometriska undersökningar till en början lyckades tillvinna sig, lämnade Plücker redan 1846 detta fält helt och hållet och återvände dit först under sina sista levnadsår. Under mellantiden sysselsatte han sig uteslutande med fysiken och offentliggjorde särskilt ett stort antal uppsatser rörande magnetismen. Han leddes därvid till åtskilliga värdefulla resultat, vilka säkerligen blivit större, om inte hans bristande intresse för andras undersökningar och hans olämplighet som praktisk experimentator lagt hinder i vägen.
Av Plückers större arbeten bör nämnas Analytisch-geometrische Entwickelungen (1828–1831), System der analytischen Geometrie (1835), Theorie der algebraischen Curven (1839), System der Geometrie des Raumes (1846) och Neue Geometrie des Raumes (utgiven av Alfred Clebsch, 1863–1869). En samling smärre uppsatser utgavs i 2 band 1895–1896.